# سيباستيان فورنييه
سيباستيان فورنييه (مواليد 27 يونيو 1971) هو لاعب كرة قدم. يلعب مع منتخب سويسرا لكرة القدم. سبق له أن لعب في كأس العالم لكرة القدم مع منتخب بلاده.

## روابط خارجية
- سيباستيان فورنييه على موقع الاتحاد الدولي (مؤرشف)  (الإنجليزية)
- سيباستيان فورنييه على موقع الاتحاد الأوربي (الإنجليزية)
- سيباستيان فورنييه على موقع قاعدة بيانات كرة القدم.إي يو (الإنجليزية)
- سيباستيان فورنييه على موقع ناشيونال فوتبول تيمز (الإنجليزية)